# Phalanger matabiru
El cuscus de ojos azules (Phalanger matabiru) es una especie de marsupial de la familia Phalangeridae. Es endémico de las dos pequeñas islas de Ternate y Tidore, al oeste de la isla de Halmahera de Indonesia.